# Emma Hinze
Emma Hinze (Hildesheim, 17 de setembro de 1997) é uma desportista alemã que compete no ciclismo na modalidade de pista, especialista nas provas de velocidade.
Ganhou quatro medalhas no Campeonato Mundial de Ciclismo em Pista, nos anos 2019 e 2020, e duas medalhas no Campeonato Europeu de Ciclismo em Pista, prata em 2019 e bronze em 2018.

## Medalheiro internacional
| Campeonato Mundial | Campeonato Mundial         | Campeonato Mundial | Campeonato Mundial     |
| Ano                | Lugar                      | Medalha            | Competição             |
| ------------------ | -------------------------- | ------------------ | ---------------------- |
| 2019               | Pruszków ( Polónia)        | Medalha de bronze  | Velocidade por equipas |
| 2020               | Berlim ( Alemanha)         | Medalha de ouro    | Velocidade individual  |
| 2020               | Berlim ( Alemanha)         | Medalha de ouro    | Velocidade por equipas |
| 2020               | Berlim ( Alemanha)         | Medalha de ouro    | Keirin                 |
| Campeonato Europeu |                            |                    |                        |
| Ano                | Lugar                      | Medalha            | Competição             |
| 2018               | Glasgow ( Reino Unido)     | Medalha de bronze  | Velocidade por equipas |
| 2019               | Apeldoorn ( Países Baixos) | Medalha de prata   | Velocidade por equipas |